# Elezioni comunali in Emilia-Romagna del 1999
Il 13 giugno 1999 (con ballottaggio il 27 giugno) in Emilia-Romagna si tennero le elezioni per il rinnovo di numerosi consigli comunali.

## Bologna

### Bologna
| Candidati e Liste               | Voti    | %      | Seggi |
| ------------------------------- | ------- | ------ | ----- |
| Giorgio Guazzaloca              | 104.565 | 41,53  | -     |
| La Tua Bologna                  | 35.125  | 15,55  | 11    |
| Forza Italia                    | 25.890  | 11,46  | 8     |
| Alleanza Nazionale              | 24.742  | 10,96  | 7     |
| Governare Bologna               | 6.737   | 2,98   | 2     |
| Silvia Bartolini                | 117.367 | 46,61  | 1     |
| Due Torri per Bologna           | 57.263  | 25,36  | 10    |
| I Democratici                   | 26.036  | 11,53  | 4     |
| Comunisti Italiani              | 8.789   | 3,89   | 1     |
| Federazione dei Verdi           | 5.762   | 2,55   | 1     |
| Partito Popolare Italiano       | 3.863   | 1,71   | -     |
| Socialisti Democratici Italiani | 3.303   | 1,46   | -     |
| Maurizio Zamboni                | 11.460  | 4,55   | 1     |
| Rifondazione Comunista          | 11.223  | 4,97   | -     |
| Anselmo Ruocco                  | 6.907   | 2,74   | -     |
| Destra Italiana                 | 6.382   | 2,83   | -     |
| Mauro Poli                      | 4.570   | 1,82   | -     |
| Salviamo Bologna                | 4.022   | 1,78   | -     |
| Luigi Pasquini                  | 4.224   | 1,68   | -     |
| Lega Nord                       | 4.114   | 1,82   | -     |
| Roberto Dalle Nogare            | 2.299   | 0,91   | -     |
| Socialisti Liberali             | 2.298   | 1,02   | -     |
| Aldo Dinacci                    | 388     | 0,15   | -     |
| Movimento Padri Separati        | 284     | 0,13   | -     |
| Totale alle liste               | 225.833 | 100,00 | 44    |
| TOTALE                          | 251.780 | 100,00 | 46    |

### Casalecchio di Reno
| Candidati e Liste                                                         | Voti   | %      | Seggi |
| ------------------------------------------------------------------------- | ------ | ------ | ----- |
| Luigi Castagna                                                            | 13.792 | 61,04  | -     |
| Democratici di Sinistra                                                   | 10.342 | 48,10  | 17    |
| Popolari e Democratici                                                    | 1.172  | 5,45   | 1     |
| Federazione dei Verdi                                                     | 783    | 3,64   | 1     |
| Socialisti Democratici Italiani                                           | 578    | 2,69   | -     |
| Mario Pedica                                                              | 3.880  | 17,17  | 1     |
| Forza Italia                                                              | 3.825  | 17,79  | 4     |
| Emilio Follo                                                              | 2.747  | 12,16  | 1     |
| Il Polo per Casalecchio (Alleanza Nazionale-Centro Cristiano Democratico) | 2.685  | 12,49  | 3     |
| Nello Orivoli                                                             | 1.375  | 6,09   | 1     |
| Partito della Rifondazione Comunista                                      | 1.328  | 6,18   | -     |
| Alessandro Ori                                                            | 802    | 3,55   | 1     |
| Lega Nord                                                                 | 786    | 3,66   | -     |
| Totale alle liste                                                         | 21.499 | 100,00 | 26    |
| TOTALE                                                                    | 22.596 | 100,00 | 30    |

### Castel San Pietro Terme
| Candidati e Liste                    | Voti   | %      | Seggi |
| ------------------------------------ | ------ | ------ | ----- |
| Graziano Prantoni                    | 7.711  | 58,89  | -     |
| Democratici di Sinistra              | 5.628  | 45,87  | 10    |
| I Democratici                        | 601    | 4,90   | 1     |
| Partito Popolare Italiano            | 532    | 4,34   | 1     |
| Federazione dei Verdi                | 328    | 2,68   | -     |
| Marco Parenti                        | 3.061  | 23,38  | 1     |
| Uniti per Castello                   | 2.889  | 23,55  | 4     |
| Giorgio Orlandi                      | 1.380  | 10,54  | 1     |
| Forza Italia                         | 1.379  | 11,23  | 1     |
| Roberto Bozzi                        | 712    | 5,44   | 1     |
| Partito della Rifondazione Comunista | 688    | 5,61   | -     |
| Tiziano Sangiorgi                    | 229    | 1,75   | -     |
| Lega Nord                            | 224    | 1,82   | -     |
| Totale alle liste                    | 12.269 | 100,00 | 17    |
| TOTALE                               | 13.093 | 100,00 | 20    |

### Imola
| Candidati e Liste                    | Voti   | %      | Seggi |
| ------------------------------------ | ------ | ------ | ----- |
| Massimo Marchignoli                  | 24.868 | 64,20  | -     |
| Democratici di Sinistra              | 16.122 | 43,28  | 14    |
| Partito Popolare Italiano            | 2.559  | 6,87   | 2     |
| I Democratici                        | 2.450  | 6,58   | 2     |
| Socialisti Democratici Italiani      | 1.109  | 2,98   | 1     |
| Comunisti Italiani                   | 1.034  | 2,78   | -     |
| Federazione dei Verdi                | 902    | 2,42   | -     |
| Riccardo Mondini                     | 10.358 | 26,74  | 1     |
| Forza Italia                         | 5.939  | 15,94  | 5     |
| Alleanza Nazionale                   | 3.843  | 10,32  | 3     |
| Patrizia Cantoni                     | 2.766  | 7,14   | 1     |
| Partito della Rifondazione Comunista | 2.570  | 6,90   | 1     |
| Francesco Grandi                     | 744    | 1,92   | -     |
| Lega Nord                            | 718    | 1,93   | -     |
| Totale alle liste                    | 37.246 | 100,00 | 28    |
| TOTALE                               | 38.736 | 100,00 | 30    |

### San Giovanni in Persiceto
| Candidati e Liste                         | Voti   | %      | Seggi |
| ----------------------------------------- | ------ | ------ | ----- |
| Paola Marani                              | 8.630  | 56,65  | -     |
| Democrazia e Progresso                    | 6.350  | 41,81  | 10    |
| Democratici Popolari                      | 976    | 6,43   | 1     |
| Federazione dei Verdi                     | 634    | 4,17   | 1     |
| Enea Righi                                | 3.266  | 20,30  | 1     |
| Forza Italia-Centro Cristiano Democratico | 3.182  | 20,95  | 4     |
| Ezio Beccari                              | 1.854  | 11,52  | 1     |
| Alleanza Nazionale                        | 1.816  | 11,96  | 1     |
| Gianluca Testoni                          | 1.203  | 7,48   | 1     |
| Partito della Rifondazione Comunista      | 1.166  | 7,68   | -     |
| Carla Rusticelli                          | 1.133  | 7,04   | 1     |
| Lega Nord                                 | 1.063  | 7,00   | -     |
| Totale alle liste                         | 15.187 | 100,00 | 16    |
| TOTALE                                    | 16.086 | 100,00 | 20    |

### San Lazzaro di Savena
| Candidati e Liste                                            | Voti   | %      | Seggi |
| ------------------------------------------------------------ | ------ | ------ | ----- |
| Aldo Bacchiocchi                                             | 11.556 | 59,86  | -     |
| Democratici di Sinistra                                      | 6.616  | 36,52  | 12    |
| I Democratici                                                | 1.635  | 9,03   | 3     |
| Comunisti Italiani                                           | 775    | 4,28   | 1     |
| Socialisti Democratici Italiani                              | 640    | 3,53   | 1     |
| Federazione dei Verdi                                        | 561    | 3,10   | 1     |
| Partito Popolare Italiano                                    | 407    | 2,25   | 1     |
| Omer Maurizzi                                                | 6.297  | 32,62  | 1     |
| Forza Italia-Alleanza Nazionale-Centro Cristiano Democratico | 6.051  | 33,40  | 9     |
| Roberta Benni                                                | 838    | 4,34   | 1     |
| Partito della Rifondazione Comunista                         | 812    | 4,48   | -     |
| Giampiero Bagni                                              | 614    | 3,18   | 1     |
| Lega Nord                                                    | 617    | 3,41   | -     |
| Totale alle liste                                            | 18.114 | 100,00 | 27    |
| TOTALE                                                       | 19.305 | 100,00 | 30    |

### Zola Predosa
| Candidati e Liste       | Voti   | %      | Seggi |
| ----------------------- | ------ | ------ | ----- |
| Giacomo Venturi         | 7.705  | 68,29  | -     |
| Democratici di Sinistra | 5.428  | 51,57  | 12    |
| Alleanza per Zola       | 830    | 7,89   | 1     |
| DemocraticiPopolari     | 512    | 4,86   | 1     |
| Federazione dei Verdi   | 250    | 2,37   | -     |
| Roberta Degli Esposti   | 2.434  | 21,57  | 1     |
| Il Polo per Zola        | 2.391  | 22,72  | 3     |
| Laura Veronesi          | 582    | 5,16   | 1     |
| Rifondazione Comunista  | 576    | 5,47   | -     |
| Gianfranco Grandi       | 562    | 4,98   | 1     |
| Lista Civica Il Grillo  | 538    | 5,11   | 1     |
| Totale alle liste       | 10.525 | 100,00 | 17    |
| TOTALE                  | 11.283 | 100,00 | 20    |

## Ferrara

### Ferrara
| Candidati e Liste               | Voti   | %      | Seggi |
| ------------------------------- | ------ | ------ | ----- |
| Gaetano Sateriale               | 50.046 | 54,56  | -     |
| Democratici di Sinistra         | 30.830 | 37,57  | 18    |
| Rifondazione Comunista          | 3.342  | 4,07   | 2     |
| Partito Popolare Italiano       | 3.337  | 4,07   | 1     |
| Socialisti Democratici Italiani | 2.824  | 3,44   | 1     |
| I Democratici                   | 2.360  | 2,88   | 1     |
| Comunisti Italiani              | 2.192  | 2,67   | 1     |
| Federazione dei Verdi           | 1.877  | 2,29   | 1     |
| Partito Repubblicano Italiano   | 367    | 0,45   | -     |
| Vittorio Sgarbi                 | 23.879 | 26,03  | 1     |
| Forza Italia                    | 15.705 | 19,14  | 8     |
| Lista per Ferrara               | 3.808  | 4,64   | 1     |
| Alberto Balboni                 | 12.735 | 13,88  | 1     |
| Alleanza Nazionale              | 9.847  | 12,00  | 4     |
| Centro Cristiano Democratico    | 1.010  | 1,23   | -     |
| Antonio Fortini                 | 1.904  | 2,08   | -     |
| Lista Civica                    | 1.746  | 2,13   | -     |
| Gianluca Fantoni                | 1.638  | 1,79   | -     |
| Rinascita Estense               | 1.343  | 1,64   | -     |
| Luca Teodori                    | 1.517  | 1,65   | -     |
| Lega Nord                       | 1.478  | 1,80   | -     |
| Totale alle liste               | 82.066 | 100,00 | 38    |
| TOTALE                          | 91.719 | 100,00 | 40    |

### Argenta
| Candidati e Liste                               | Voti   | %      | Seggi |
| ----------------------------------------------- | ------ | ------ | ----- |
| Andrea Ricci                                    | 10.869 | 68,60  | -     |
| Democratici di Sinistra                         | 7.591  | 51,72  | 13    |
| Partito della Rifondazione Comunista            | 866    | 5,90   | 1     |
| I Democratici                                   | 574    | 3,91   | -     |
| Socialisti Democratici Italiani                 | 534    | 3,64   | -     |
| Federazione dei Verdi                           | 265    | 1,80   | -     |
| Partito Popolare Italiano                       | 119    | 0,81   | -     |
| Renato Cavallini                                | 2.436  | 15,55  | 1     |
| Forza Italia-Centro Cristiano Democratico-Altri | 2.400  | 16,35  | 2     |
| Roberto Castellari                              | 1.709  | 10,79  | 1     |
| Alleanza Nazionale                              | 1.604  | 10,93  | -     |
| Angelo Marchi                                   | 802    | 5,06   | 1     |
| Lista Ecologica                                 | 725    | 4,94   | -     |
| Totale alle liste                               | 14.678 | 100,00 | 17    |
| TOTALE                                          | 15.843 | 100,00 | 20    |

### Bondeno
| Candidati e Liste                    | Voti   | %      | Seggi |
| ------------------------------------ | ------ | ------ | ----- |
| Davide Verri                         | 2.540  | 21,83  | -     |
| Alleanza Nazionale                   | 1.733  | 16,58  | 4     |
| Centro Cristiano Democratico-Altri   | 276    | 2,64   | -     |
| Deanna Marescotti                    | 5.095  | 43,78  | 1     |
| Democratici di Sinistra              | 3.562  | 34,08  | 6     |
| Partito della Rifondazione Comunista | 888    | 8.50   | 1     |
| Socialisti Democratici Italiani      | 285    | 2,73   | -     |
| Paolo Malagodi                       | 2.438  | 20,95  | 1     |
| Forza Italia                         | 2.271  | 21,73  | 4     |
| Marco Vincenzi                       | 924    | 7,94   | 1     |
| Partito Popolare Italiano            | 834    | 7.98   | 1     |
| Daniele Biancardi                    | 641    | 5,51   | 1     |
| Alleanza per Bondeno                 | 603    | 5,77   | -     |
| Totale alle liste                    | 10.452 | 100,00 | 16    |
| TOTALE                               | 11.638 | 100,00 | 20    |

### Copparo
| Candidati e Liste                                       | Voti   | %      | Seggi |
| ------------------------------------------------------- | ------ | ------ | ----- |
| Davide Tumiati                                          | 8.449  | 64,25  | -     |
| Democratici di Sinistra                                 | 4.616  | 37,77  | 9     |
| Socialisti Democratici Italiani                         | 1.025  | 8,39   | 2     |
| Partito della Rifondazione Comunista                    | 827    | 6,77   | 1     |
| I Democratici                                           | 806    | 6,60   | 1     |
| Partito Popolare Italiano-Partito Repubblicano Italiano | 729    | 5,97   | 1     |
| Giuseppe Francesco Viani                                | 2.248  | 17,10  | 1     |
| Alleanza Nazionale                                      | 1.624  | 13,29  | 2     |
| Centro Cristiano Democratico                            | 259    | 2,12   | -     |
| Giancarlo Ugatti                                        | 2.005  | 15,24  | 1     |
| Forza Italia                                            | 1.918  | 15,70  | 2     |
| Raffaele Morelli                                        | 447    | 3,39   | -     |
| Lega Nord                                               | 416    | 3,40   | -     |
| Totale alle liste                                       | 12.220 | 100,00 | 18    |
| TOTALE                                                  | 13.149 | 100,00 | 20    |

## Forlì-Cesena

### Forlì
| Candidati e Liste                           | Voti   | %      | Seggi |
| ------------------------------------------- | ------ | ------ | ----- |
| Franco Rusticali                            | 39.927 | 56,64  | -     |
| Democratici di Sinistra                     | 24.396 | 36,26  | 18    |
| Partito Repubblicano Italiano               | 4.452  | 6,62   | 3     |
| Partito Popolare Italiano                   | 3.923  | 5,83   | 2     |
| I Democratici                               | 2.441  | 3,63   | 1     |
| Comunisti Italiani                          | 1.444  | 2,15   | 1     |
| Socialisti Democratici Italiani             | 934    | 1,39   | -     |
| Stefano Gagliardi                           | 13.319 | 18,89  | 1     |
| Forza Italia - Centro Cristiano Democratico | 12.959 | 19,26  | 7     |
| Luigi Fratesi                               | 7.326  | 10,39  | 1     |
| Alleanza Nazionale                          | 7.184  | 10,68  | 3     |
| Brian Basini                                | 3.088  | 4,38   | 1     |
| Rifondazione Comunista                      | 3.015  | 4,48   | 1     |
| Sandra Morelli                              | 2.665  | 3,78   | 1     |
| Federazione dei Verdi                       | 2.544  | 3,78   | -     |
| Gianluca Pini                               | 1.355  | 1,92   | -     |
| Lega Nord                                   | 1.305  | 1,94   | -     |
| Ettore Grilanda                             | 1.015  | 1,44   | -     |
| Lista Civica                                | 932    | 1,39   | -     |
| Pier Paolo Gugnoni                          | 942    | 1,34   | -     |
| L'Intesa                                    | 922    | 1,37   | -     |
| Floriano Cortini                            | 858    | 1,22   | -     |
| Unione Romagna                              | 825    | 1,23   | -     |
| Totale alle liste                           | 67.276 | 100,00 | 36    |
| TOTALE                                      | 70.495 | 100,00 | 40    |

### Cesena
| Candidati e Liste                           | Voti   | %      | Seggi |
| ------------------------------------------- | ------ | ------ | ----- |
| Giordano Conti                              | 32.361 | 55,12  | -     |
| Democratici di Sinistra                     | 19.301 | 34,40  | 13    |
| Partito Popolare Italiano                   | 4.152  | 7,40   | 2     |
| Partito Repubblicano Italiano               | 3.999  | 7,13   | 2     |
| Socialisti Democratici Italiani             | 1.813  | 3,23   | 1     |
| Comunisti Italiani                          | 1.400  | 2,50   | -     |
| Laura Bianconi                              | 10.346 | 17,62  | 1     |
| Forza Italia - Centro Cristiano Democratico | 10.007 | 17,84  | 5     |
| Carlo Venturi                               | 3.701  | 6,30   | 1     |
| Alleanza Nazionale                          | 3.613  | 6,44   | 1     |
| Denis Ugolini                               | 2.915  | 4,96   | 1     |
| Cesena Cambia                               | 2.761  | 4,92   | -     |
| Minica Donini                               | 2.866  | 4,88   | 1     |
| Rifondazione Comunista                      | 2.789  | 4,97   | -     |
| Davide Fabbri                               | 2.391  | 4,07   | 1     |
| Federazione dei Verdi                       | 2.295  | 4,09   | -     |
| Alberto Magnani                             | 1.888  | 3,22   | 1     |
| Liberare Cesena                             | 1.812  | 3,23   | -     |
| Maurizio Fantini                            | 1.334  | 2,27   | -     |
| Cesena Città di Romagna                     | 1.277  | 2,28   | -     |
| Lorenzo Martino                             | 912    | 1,55   | -     |
| Lega Nord                                   | 887    | 1,58   | -     |
| Totale alle liste                           | 56.106 | 100,00 | 24    |
| TOTALE                                      | 58.714 | 100,00 | 30    |

## Modena

### Modena
| Candidati e Liste               | Voti    | %      | Seggi |
| ------------------------------- | ------- | ------ | ----- |
| Giuliano Barbolini              | 59.144  | 53,25  | -     |
| Democratici di Sinistra         | 41.808  | 40,01  | 20    |
| I Democratici                   | 6.812   | 6,52   | 3     |
| Partito Popolare Italiano       | 3.505   | 3,35   | 1     |
| Comunisti Italiani              | 1.664   | 1,59   | -     |
| Verdi Liberi e Solidali         | 1.603   | 1,53   | -     |
| Socialisti Democratici Italiani | 1.437   | 1,38   | -     |
| Gianni Ricci                    | 39.000  | 35,11  | 1     |
| Forza Italia                    | 17.812  | 17,05  | 7     |
| Alleanza Nazionale              | 9.620   | 9,21   | 3     |
| Modena a Colori                 | 5.098   | 4,88   | 2     |
| Centro Cristiano Democratico    | 2.871   | 2,75   | 1     |
| Francesco Raphael Frieri        | 5.270   | 4,74   | 1     |
| Rifondazione Comunista          | 5.117   | 4,90   | 1     |
| Carlo Berti                     | 3.191   | 2,87   | -     |
| Lega Nord                       | 3.091   | 2,96   | -     |
| Gaetano Galli                   | 2.619   | 2,36   | -     |
| Verdi per Modena                | 2.369   | 2,27   | -     |
| Teodosio Greco                  | 1.513   | 1,36   | -     |
| Modena del Buonsenso            | 1.389   | 1,33   | -     |
| Michele Gandolfi                | 337     | 0,30   | -     |
| SOS Italia                      | 301     | 0,29   | -     |
| Totale alle liste               | 104.497 | 100,00 | 38    |
| TOTALE                          | 111.074 | 100,00 | 40    |

### Carpi
| Candidati e Liste                    | Voti   | %      | Seggi |
| ------------------------------------ | ------ | ------ | ----- |
| Demos Malavasi                       | 24.305 | 59,86  | -     |
| Democratici di Sinistra              | 17.596 | 45,06  | 17    |
| I Democratici                        | 3.470  | 8,89   | 3     |
| Partito Popolare Italiano            | 1.482  | 3,80   | 1     |
| Socialisti Democratici Italiani      | 561    | 1,44   | -     |
| Partito Repubblicano Italiano        | 252    | 0,65   | -     |
| Roberto Andreoli                     | 7.287  | 17,95  | 1     |
| Forza Italia                         | 7.066  | 18,10  | 5     |
| Leda Tirelli                         | 2.161  | 5,32   | 1     |
| Alleanza Nazionale                   | 2.106  | 5,39   | -     |
| Massimo Valentini                    | 1.933  | 4,76   | 1     |
| Partito della Rifondazione Comunista | 1.890  | 4,84   | -     |
| Arrigo Ghizzoni                      | 1.482  | 3,65   | 1     |
| Centro Cristiano Democratico         | 1.398  | 3,58   | -     |
| Maurizio Guaitoli                    | 1.066  | 2,63   | -     |
| Federazione dei Verdi                | 1.015  | 2,60   | -     |
| Massimo Coluccini                    | 1.008  | 2,48   | -     |
| Lega Nord                            | 986    | 2,53   | -     |
| Orazio Vignoli                       | 771    | 1,90   | -     |
| Lista Carpi                          | 730    | 1,87   | -     |
| Deanna Guidi                         | 589    | 1,45   | -     |
| La Lista                             | 497    | 1,27   | -     |
| Totale alle liste                    | 39.049 | 100,00 | 26    |
| TOTALE                               | 40.602 | 100,00 | 30    |

### Castelfranco Emilia
| Candidati e Liste                    | Voti   | %      | Seggi |
| ------------------------------------ | ------ | ------ | ----- |
| Fausto Galetti                       | 9.194  | 58,46  | -     |
| Democratici di Sinistra              | 6.861  | 45,74  | 12    |
| Partito Popolare Italiano            | 887    | 5,91   | 1     |
| Socialisti Democratici Italiani      | 515    | 3,43   | -     |
| Comunisti Italiani                   | 415    | 2,77   | -     |
| Francesco Munari                     | 2.135  | 13,58  | 1     |
| Lista Civica di Centro-destra        | 2.076  | 13,84  | 2     |
| Giovanni Rocchi                      | 1.012  | 6,44   | 1     |
| Lista Civica di Centro-destra        | 966    | 6,44   | -     |
| Ilario Salvatori                     | 895    | 5,69   | 1     |
| Partito della Rifondazione Comunista | 879    | 5,86   | -     |
| Armando Garavaldi                    | 812    | 5,16   | 1     |
| Fare Politica                        | 769    | 5,13   | -     |
| Giuseppe Ghedini                     | 711    | 4,52   | 1     |
| Centro                               | 695    | 4,63   | -     |
| Adriano Dalfiume                     | 509    | 3,24   | -     |
| Lega Nord-Altre                      | 502    | 3,35   | -     |
| Alberto Schiavi                      | 458    | 2,91   | -     |
| Federazione dei Verdi                | 435    | 2,90   | -     |
| Totale alle liste                    | 15.000 | 100,00 | 15    |
| TOTALE                               | 15.726 | 100,00 | 20    |

### Fiorano Modenese
| Candidati e Liste                    | Voti  | %      | Seggi |
| ------------------------------------ | ----- | ------ | ----- |
| Egidio Pagani                        | 5.978 | 61,92  | -     |
| Democratici di Sinistra              | 3.208 | 38,88  | 9     |
| Partito della Rifondazione Comunista | 780   | 9,45   | 2     |
| Comunisti Italiani                   | 491   | 5,95   | 1     |
| Socialisti Democratici Italiani      | 281   | 3,40   | -     |
| Maria Paola Bonilauri                | 1.642 | 17,01  | 1     |
| Lista Civica di Centro-sinistra      | 1.543 | 18,70  | 3     |
| Luca Vallone                         | 1.182 | 12,24  | 1     |
| Polo per le Libertà                  | 1.316 | 13,72  | 2     |
| Graziano Bastai                      | 536   | 5,55   | 1     |
| Lega Nord                            | 514   | 6,23   | 1     |
| Pietro Pambianco                     | 317   | 3,28   | -     |
| Centro                               | 302   | 3,66   | -     |
| Totale alle liste                    | 8.251 | 100,00 | 17    |
| TOTALE                               | 9.655 | 100,00 | 20    |

### Formigine
| Candidati e Liste                     | Voti   | %      | Seggi |
| ------------------------------------- | ------ | ------ | ----- |
| Fabrizio Righi                        | 8.422  | 46,32  | -     |
| Democratici di Sinistra               | 4.486  | 25,82  | 8     |
| I Democratici                         | 1.447  | 8,33   | 2     |
| Partito Popolare Italiano             | 721    | 4,15   | 1     |
| Socialisti Democratici Italiani-Altri | 653    | 3,76   | 1     |
| Federazione dei Verdi                 | 470    | 2,70   | -     |
| Comunisti Italiani                    | 442    | 2,54   | -     |
| Mario Medici                          | 4.755  | 26,16  | 1     |
| Forza Italia                          | 2.427  | 13,97  | 2     |
| Alleanza Nazionale                    | 1.390  | 8,00   | 1     |
| Centro Cristiano Democratico          | 651    | 3,75   | 1     |
| Giuseppe Bigliardi                    | 2.975  | 16,37  | 1     |
| Lista Civica per Cambiare             | 2.729  | 15,70  | 2     |
| Francesca Gatti                       | 1.025  | 5,64   | 1     |
| Lega Nord                             | 992    | 5,71   | -     |
| Giorgio Colombini                     | 1.002  | 5,51   | -     |
| Rifondazione Comunista                | 968    | 5,57   | -     |
| Totale alle liste                     | 17.376 | 100,00 | 17    |
| TOTALE                                | 18.179 | 100,00 | 20    |

### Mirandola
| Candidati e Liste                                             | Voti   | %      | Seggi |
| ------------------------------------------------------------- | ------ | ------ | ----- |
| Luigi Costi                                                   | 7.596  | 54,58  | -     |
| Democratici di Sinistra                                       | 4.746  | 35,64  | 9     |
| I Democratici                                                 | 1.084  | 8,14   | 2     |
| Partito Popolare Italiano                                     | 958    | 7,19   | 1     |
| Socialisti Democratici Italiani-Partito Repubblicano Italiano | 378    | 2,84   | -     |
| Mariagrazia Zagnoli Carreri                                   | 2.969  | 21,34  | 1     |
| Polo per le Libertà                                           | 2.935  | 22,04  | 3     |
| Stefano Bozzoli Malerba                                       | 2.332  | 16,76  | 1     |
| Lista Civica per Mirandola                                    | 2.211  | 16,61  | 2     |
| Paola Confortini                                              | 1.019  | 7,32   | 1     |
| Rifondazione Comunista                                        | 1.003  | 7,53   | -     |
| Totale alle liste                                             | 13.315 | 100,00 | 17    |
| TOTALE                                                        | 13.916 | 100,00 | 20    |

### Sassuolo
| Candidati e Liste               | Voti   | %      | Seggi |
| ------------------------------- | ------ | ------ | ----- |
| Laura Tosi                      | 12.648 | 52,28  | -     |
| Democratici di Sinistra         | 7.894  | 34,85  | 13    |
| I Democratici                   | 1.722  | 7,60   | 3     |
| Partito Popolare Italiano       | 1.264  | 5,58   | 2     |
| Comunisti Italiani              | 512    | 2,26   | -     |
| Federazione dei Verdi           | 399    | 1,76   | -     |
| Claudia Severi                  | 8.523  | 35,23  | 1     |
| Forza Italia                    | 4.635  | 20,46  | 6     |
| Alleanza Nazionale              | 2.551  | 11,26  | 3     |
| Centro Cristiano Democratico    | 692    | 3,06   | -     |
| Tiziana Risola                  | 998    | 4,13   | 1     |
| Lega Nord                       | 988    | 4,36   | -     |
| Gian Paolo Marchesini           | 947    | 3,91   | 1     |
| Rifondazione Comunista          | 938    | 4,14   | -     |
| Annalisa Vandelli               | 641    | 2,65   | -     |
| Centro                          | 622    | 2,75   | -     |
| Giuseppe Polmonari              | 435    | 1,80   | -     |
| Socialisti Democratici Italiani | 434    | 1,92   | -     |
| Totale alle liste               | 22.651 | 100,00 | 27    |
| TOTALE                          | 24.192 | 100,00 | 30    |

### Vignola
| Candidati e Liste               | Voti   | %      | Seggi |
| ------------------------------- | ------ | ------ | ----- |
| Roberto Adani                   | 7.609  | 56,80  | -     |
| Democratici di Sinistra         | 5.405  | 42,44  | 11    |
| Partito Popolare Italiano       | 777    | 6,10   | 1     |
| I Democratici                   | 694    | 5,45   | 1     |
| Federazione dei Verdi           | 327    | 2,57   | -     |
| Giancarlo Ceci                  | 1.929  | 14,40  | 1     |
| Lista Civica di Centro-destra   | 1.852  | 14,54  | 2     |
| Rosanna Sirotti Bazzani         | 1.582  | 11,81  | 1     |
| Vignola per Tutti               | 1.565  | 12,29  | 1     |
| Francesco Montieri              | 1.054  | 7,87   | 1     |
| Rifondazione Comunista          | 1.045  | 8,20   | -     |
| Ernesto Fiorini                 | 642    | 4,79   | -     |
| Lega Nord                       | 528    | 4,15   | -     |
| Giuseppe Galli                  | 579    | 4,32   | 1     |
| Socialisti Democratici Italiani | 544    | 4,27   | -     |
| Totale alle liste               | 12.737 | 100,00 | 16    |
| TOTALE                          | 13.395 | 100,00 | 20    |

## Parma

### Fidenza
| Candidati e Liste                                                         | Voti   | %      | Seggi |
| ------------------------------------------------------------------------- | ------ | ------ | ----- |
| Massimo Tedeschi                                                          | 7.168  | 45,83  | -     |
| Democratici di Sinistra                                                   | 4.082  | 28,52  | 8     |
| Partito Popolare Italiano                                                 | 1.828  | 12,77  | 4     |
| Comunisti Italiani                                                        | 455    | 3,18   | -     |
| Lino Bonatti                                                              | 3.909  | 24,99  | 1     |
| Forza Italia-Centro Cristiano Democratico-Socialisti Democratici Italiani | 3.785  | 26,44  | 3     |
| Stefano Gandolfi                                                          | 2.256  | 14,42  | 1     |
| Rifondazione Comunista                                                    | 1.060  | 7,41   | 1     |
| Lista Civica di Centro-sinistra                                           | 877    | 6,13   | -     |
| Augusto Cocconcelli                                                       | 1.046  | 6,69   | 1     |
| Alleanza Nazionale                                                        | 1.006  | 7,03   | -     |
| Stefano Denti                                                             | 832    | 5,32   | 1     |
| Lega Nord                                                                 | 800    | 5,59   | -     |
| Bernardo Biasetti                                                         | 430    | 2,75   | -     |
| Federazione dei Verdi                                                     | 421    | 2,94   | -     |
| Totale alle liste                                                         | 14.314 | 100,00 | 16    |
| TOTALE                                                                    | 15.641 | 100,00 | 20    |

### Salsomaggiore Terme
| Candidati e Liste                                  | Voti   | %      | Seggi |
| -------------------------------------------------- | ------ | ------ | ----- |
| Adriano Grolli                                     | 5.050  | 41,15  | -     |
| Democratici di Sinistra                            | 3.606  | 31,89  | 10    |
| Socialisti Democratici Italiani-Partito Socialista | 432    | 3,82   | 1     |
| Partito Popolare Italiano-Altri                    | 389    | 3,44   | 1     |
| Federazione dei Verdi                              | 227    | 2,01   | -     |
| Marzio Cattani                                     | 2.919  | 23,79  | 1     |
| Forza Italia                                       | 2.060  | 18,22  | 2     |
| Alleanza Nazionale                                 | 692    | 6,12   | 1     |
| Giuseppe Franchi                                   | 2.042  | 16,64  | 1     |
| Centro Cristiano Democratico                       | 1.736  | 15,35  | 1     |
| Gianfranco Biolzi                                  | 998    | 8,13   | 1     |
| Lega Nord                                          | 971    | 8,59   | -     |
| Paolo Righini                                      | 654    | 5,33   | 1     |
| Lista Civica                                       | 602    | 5,32   | -     |
| Alessandro Benvenuti                               | 608    | 4,95   | -     |
| Rifondazione Comunista                             | 591    | 5,23   | -     |
| Totale alle liste                                  | 11.306 | 100,00 | 16    |
| TOTALE                                             | 12.271 | 100,00 | 20    |

## Ravenna

### Bagnacavallo
| Candidati e Liste                                            | Voti   | %      | Seggi |
| ------------------------------------------------------------ | ------ | ------ | ----- |
| Mario Mazzotti                                               | 7.425  | 65,53  | -     |
| Democratici di Sinistra                                      | 5.018  | 47,90  | 11    |
| Partito Popolare Italiano                                    | 815    | 7,78   | 1     |
| Partito Repubblicano Italiano                                | 473    | 4,51   | 1     |
| Comunisti Italiani                                           | 347    | 3,31   | -     |
| Francesco Zannoni                                            | 2.493  | 22,00  | 1     |
| Forza Italia-Alleanza Nazionale-Centro Cristiano Democratico | 2.456  | 23,44  | 4     |
| Paolo Graziani                                               | 1.019  | 8,99   | 1     |
| Rifondazione Comunista                                       | 996    | 9,51   | 1     |
| Antonio Farini                                               | 393    | 3,47   | -     |
| Socialisti Democratici Italiani                              | 372    | 3,55   | -     |
| Totale alle liste                                            | 10.477 | 100,00 | 18    |
| TOTALE                                                       | 11.330 | 100,00 | 20    |

### Cervia
| Candidati e Liste               | Voti   | %      | Seggi |
| ------------------------------- | ------ | ------ | ----- |
| Massimo Medri                   | 11.165 | 64,46  | -     |
| Democratici di Sinistra         | 5.162  | 33,67  | 9     |
| Partito Repubblicano Italiano   | 1.460  | 9,52   | 2     |
| Socialisti Democratici Italiani | 1.407  | 9,18   | 2     |
| Rifondazione Comunista          | 752    | 4,91   | 1     |
| Partito Popolare Italiano       | 526    | 3,43   | -     |
| Federazione dei Verdi           | 386    | 2,52   | -     |
| Comunisti Italiani              | 359    | 2,34   | -     |
| Massimo Mazzolani               | 5.225  | 30,16  | 1     |
| Forza Italia                    | 2.341  | 15,27  | 3     |
| Alleanza Nazionale              | 2.054  | 13,40  | 2     |
| Marco Zatti                     | 540    | 3,12   | -     |
| I Democratici                   | 518    | 3,38   | -     |
| Vittorio Dallamotta             | 392    | 2,26   | -     |
| Lista Civica                    | 365    | 2,38   | -     |
| Totale alle liste               | 15.330 | 100,00 | 19    |
| TOTALE                          | 17.322 | 100,00 | 20    |

### Lugo
| Candidati e Liste               | Voti   | %      | Seggi |
| ------------------------------- | ------ | ------ | ----- |
| Maurizio Roi                    | 11.714 | 54,47  | -     |
| Democratici di Sinistra         | 7.860  | 40,17  | 14    |
| Partito Popolare Italiano       | 1.136  | 5,81   | 2     |
| Rifondazione Comunista          | 1.104  | 5,64   | 2     |
| Federazione dei Verdi           | 525    | 2,68   | -     |
| Cesare Bedeschi                 | 5.780  | 26,88  | 1     |
| Forza Italia                    | 3.745  | 19,14  | 5     |
| Alleanza Nazionale              | 1.364  | 6,97   | 2     |
| Massimo Ricci Maccarini         | 1.233  | 5,73   | 1     |
| I Democratici                   | 1.202  | 6,14   | 1     |
| Roberto Drei                    | 1.145  | 5,32   | 1     |
| Partito Repubblicano Italiano   | 1.093  | 5,59   | -     |
| Giovanni Giardesco              | 618    | 2,87   | 1     |
| Comunisti Italiani              | 591    | 3,02   | -     |
| Filippo Barbieri                | 524    | 2,44   | -     |
| Socialisti Democratici Italiani | 495    | 2,53   | -     |
| Augusto Fontana                 | 491    | 2,28   | -     |
| Lista Civica                    | 454    | 2,32   | -     |
| Totale alle liste               | 19.569 | 100,00 | 26    |
| TOTALE                          | 21.505 | 100,00 | 30    |

## Reggio Emilia

### Reggio Emilia
| Candidati e Liste                                          | Voti   | %      | Seggi |
| ---------------------------------------------------------- | ------ | ------ | ----- |
| Antonella Spaggiari                                        | 55.222 | 62,28  | -     |
| Democratici di Sinistra                                    | 32.235 | 39,15  | 17    |
| I Democratici                                              | 6.683  | 8,12   | 3     |
| Partito Popolare Italiano                                  | 5.531  | 6,72   | 3     |
| Socialisti Democratici Italiani                            | 2.827  | 3,43   | 1     |
| Comunisti Italiani                                         | 2.185  | 2,65   | 1     |
| Federazione dei Verdi                                      | 1.961  | 2,38   | 1     |
| Marco Eboli                                                | 23.230 | 26,20  | 1     |
| Forza Italia                                               | 11.259 | 13,68  | 5     |
| Alleanza Nazionale                                         | 9.823  | 11,93  | 5     |
| Carla Maria Colzi Tosi                                     | 3.643  | 4,11   | 1     |
| Rifondazione Comunista                                     | 3.510  | 4,26   | -     |
| Gabriele Fossa                                             | 3.527  | 3,98   | 1     |
| Lega Nord                                                  | 3.409  | 4,14   | -     |
| Tarcisio Costante Zobbi                                    | 2.620  | 2,95   | 1     |
| Centro Cristiano Democratico - Cristiani Democratici Uniti | 2.533  | 3,08   | -     |
| Emanuela Crotti Gasparini                                  | 428    | 0,48   | -     |
| Lista Emanuela Crotti                                      | 375    | 0,46   | -     |
| Totale alle liste                                          | 82.331 | 100,00 | 36    |
| TOTALE                                                     | 88.670 | 100,00 | 40    |

### Correggio
| Candidati e Liste                    | Voti   | %      | Seggi |
| ------------------------------------ | ------ | ------ | ----- |
| Claudio Ferrari                      | 9.847  | 74,43  | -     |
| Democratici di Sinistra              | 5.918  | 47,07  | 11    |
| Partito Popolare Italiano            | 1.207  | 9,60   | 2     |
| I Democratici                        | 1.188  | 9,45   | 2     |
| Federazione dei Verdi                | 532    | 4,23   | 1     |
| Comunisti Italiani                   | 257    | 2,04   | -     |
| Socialisti Democratici Italiani      | 202    | 1,61   | -     |
| Aldo Bartoli                         | 1.746  | 13,20  | 1     |
| Lista Civica di Centro-destra        | 1.699  | 13,51  | 1     |
| Gianni Tasselli                      | 894    | 6,76   | 1     |
| Partito della Rifondazione Comunista | 849    | 6,75   | -     |
| Davide Magnani                       | 743    | 5,62   | 1     |
| Lega Nord                            | 722    | 5,74   | -     |
| Totale alle liste                    | 12.574 | 100,00 | 17    |
| TOTALE                               | 13.230 | 100,00 | 20    |

### Scandiano
| Candidati e Liste                                          | Voti   | %      | Seggi |
| ---------------------------------------------------------- | ------ | ------ | ----- |
| Lanfranco Fradici                                          | 8.704  | 59,36  | -     |
| Democratici di Sinistra                                    | 5.757  | 41,01  | 10    |
| Partito Popolare Italiano                                  | 1.464  | 10,43  | 2     |
| Comunisti Italiani                                         | 634    | 4,52   | 1     |
| Rinnovamento Italiano-Socialisti Democratici Italiani      | 419    | 2,98   | -     |
| Piergiorgio Crotti                                         | 2.198  | 14,99  | 1     |
| Polo per le Libertà                                        | 2.151  | 15,32  | 2     |
| Roberto Caroli                                             | 1.471  | 10,03  | 1     |
| Lista Civica                                               | 1.394  | 9,93   | 1     |
| Alberto Bucci                                              | 1.327  | 9,05   | 1     |
| Partito della Rifondazione Comunista-Federazione dei Verdi | 1.268  | 9,03   | -     |
| Alessandro Bondi                                           | 963    | 6,57   | 1     |
| Lega Nord                                                  | 952    | 6,78   | -     |
| Totale alle liste                                          | 14.039 | 100,00 | 16    |
| TOTALE                                                     | 14.663 | 100,00 | 20    |

## Rimini

### Rimini
| Candidati e Liste                                                                                         | Voti   | %      | Seggi |
| --- | ------ | ------ | ----- |
| Alberto Ravaioli                                                                                          | 39.886 | 49,27  | -     |
| Democratici di Sinistra                                                                                   | 21.623 | 28,36  | 15    |
| Partito Popolare Italiano-Rinnovamento Italiano-Partito Repubblicano Italiano-Cristiani Democratici Uniti | 6.597  | 8,65   | 4     |
| I Democratici                                                                                             | 5.261  | 6,90   | 3     |
| Federazione dei Verdi                                                                                     | 1.634  | 2,14   | 1     |
| Comunisti Italiani                                                                                        | 1.547  | 2,03   | 1     |
| Socialisti Democratici Italiani                                                                           | 629    | 0,83   | -     |
| Cristiano Sociali                                                                                         | 529    | 0,69   | -     |
| Mario Gentilini                                                                                           | 33.162 | 40,96  | 1     |
| Forza Italia                                                                                              | 18.171 | 23,84  | 9     |
| Alleanza Nazionale                                                                                        | 10.897 | 14,29  | 5     |
| Partito Socialista                                                                                        | 941    | 1,23   | -     |
| Lista Ecologica                                                                                           | 728    | 0,95   | -     |
| Cesare Mangianti                                                                                          | 3.668  | 4,53   | 1     |
| Rifondazione Comunista                                                                                    | 3.589  | 4,71   | -     |
| Fausto Sensoli                                                                                            | 1.473  | 1,82   | -     |
| Lega Nord                                                                                                 | 1.437  | 1,88   | -     |
| Giancarlo Stambazzi                                                                                       | 1.356  | 1,68   | -     |
| Noi per Rimini                                                                                            | 1.302  | 1,71   | -     |
| Patrizia Balducci Vandelli                                                                                | 1.060  | 1,31   | -     |
| Lista Civica                                                                                              | 1.017  | 1,33   | -     |
| Mario Di Spirito                                                                                          | 348    | 0,43   | -     |
| Unione Democratici per l'Europa                                                                           | 334    | 0,44   | -     |
| Totale alle liste                                                                                         | 76.236 | 100,00 | 38    |
| TOTALE | 80.953 | 100,00 | 40    |

### Cattolica
| Candidati e Liste                                     | Voti  | %      | Seggi |
| ----------------------------------------------------- | ----- | ------ | ----- |
| Gian Franco Micucci                                   | 6.594 | 67,14  | -     |
| Democratici di Sinistra                               | 4.216 | 48,27  | 12    |
| Partito Popolare Italiano-Cristiani Democratici Uniti | 806   | 9,23   | 2     |
| Lista Civica di Centro-sinistra                       | 295   | 3,38   | -     |
| Partito Repubblicano Italiano                         | 257   | 2,94   | -     |
| Giovanna Gaudenzi                                     | 1.124 | 11,44  | 1     |
| Forza Italia                                          | 1.110 | 12,71  | 1     |
| Giona Di Giacomi                                      | 770   | 7,84   | 1     |
| Partito della Rifondazione Comunista                  | 751   | 8,60   | -     |
| Fabio Pasini                                          | 568   | 5,78   | 1     |
| Alleanza Nazionale                                    | 554   | 6,34   | -     |
| Anna Maria Sanchi                                     | 428   | 4,36   | 1     |
| Federazione dei Verdi                                 | 415   | 4,75   | -     |
| Maurizio Carli                                        | 179   | 1,82   | -     |
| Lista Civica                                          | 173   | 1,98   | -     |
| Tommaso Scattolari                                    | 158   | 1,61   | -     |
| Lega Nord                                             | 158   | 1,81   | -     |
| Totale alle liste                                     | 8.735 | 100,00 | 16    |
| TOTALE                                                | 9.821 | 100,00 | 20    |

### Riccione
| Candidati e Liste                                                                                         | Voti   | %      | Seggi |
| --- | ------ | ------ | ----- |
| Daniele Imola                                                                                             | 12.126 | 55,28  | -     |
| Democratici di Sinistra                                                                                   | 7.704  | 37,20  | 14    |
| Partito Popolare Italiano-Rinnovamento Italiano-Partito Repubblicano Italiano-Cristiani Democratici Uniti | 1.354  | 6,54   | 2     |
| I Democratici                                                                                             | 969    | 4,68   | 1     |
| Socialisti Democratici Italiani                                                                           | 849    | 4,10   | 1     |
| Comunisti Italiani                                                                                        | 491    | 2,37   | -     |
| Giancarlo Barnabé                                                                                         | 6.755  | 30,80  | 1     |
| Alleanza Nazionale                                                                                        | 3.281  | 15,84  | 5     |
| Forza Italia                                                                                              | 3.056  | 14,76  | 4     |
| Marzio Cesarini                                                                                           | 908    | 4,14   | 1     |
| Lista Civica                                                                                              | 891    | 4,30   | -     |
| Wilma Del Bianco                                                                                          | 731    | 3,33   | 1     |
| Partito della Rifondazione Comunista                                                                      | 713    | 3,44   | -     |
| Antonio Cianciosi                                                                                         | 534    | 2,43   | -     |
| Federazione dei Verdi                                                                                     | 511    | 2,47   | -     |
| Cosimo Iaia                                                                                               | 463    | 2,11   | -     |
| Lista Civica di Centro-sinistra                                                                           | 483    | 2,33   | -     |
| Francesco Anemoni                                                                                         | 417    | 1,90   | -     |
| Lega Nord                                                                                                 | 407    | 1,97   | -     |
| Totale alle liste                                                                                         | 20.709 | 100,00 | 27    |
| TOTALE | 21.934 | 100,00 | 30    |

### Santarcangelo di Romagna
| Candidati e Liste                    | Voti   | %      | Seggi |
| ------------------------------------ | ------ | ------ | ----- |
| Mauro Vannoni                        | 7.565  | 62,43  | -     |
| Democratici di Sinistra              | 4.356  | 39,96  | 9     |
| Partito Popolare Italiano            | 1.403  | 12,87  | 3     |
| Partito Repubblicano Italiano        | 323    | 2,96   | -     |
| Mirella Canini                       | 2.010  | 17,35  | 1     |
| Forza Italia                         | 1.841  | 16,89  | 2     |
| Lista Ecologica                      | 107    | 0,98   | -     |
| Marco Giorgi                         | 1.166  | 10,06  | 1     |
| Partito della Rifondazione Comunista | 802    | 7,36   | 1     |
| Federazione dei Verdi                | 273    | 2,50   | -     |
| Elio Pari                            | 1.032  | 8,91   | 1     |
| Alleanza Nazionale                   | 989    | 9,07   | 1     |
| Paola Donini                         | 863    | 7,45   | 1     |
| Lista Civica                         | 806    | 7,39   | -     |
| Totale alle liste                    | 10.900 | 100,00 | 16    |
| TOTALE                               | 11.586 | 100,00 | 20    |